# Bourne shell
Bourne shell (sh) е shell, или интерпретатор от команден ред за компютърни операционни системи. Излиза през 1977 във версия 7 на Unix разпространявана сред колежи и университети.
Bourne shell е бил подразбиращият се UNIX shell на Unix версия 7. Повечето Unix подобни системи продължават да имат /bin/sh—.